# 朗萱县
朗萱县，是泰国南部春蓬府的一个县。总面积935.0平方公里，总人口70837人，人口密度75.8人/平方公里（2007年）。

## 行政区划
朗萱县辖有13个区，147个村。